# Consiglio regionale
Consiglio regionale, deutsch: „Regionalrat“, ist in Italien in der Regel die Bezeichnung für die Volksvertretung einer Region. Es bestehen 20 solcher Regionalparlamente, bei denen es sich um Einkammernparlamente handelt, auch wenn es daneben mit den „Räten der Lokalautonomien“ noch beratende Vertretungen der Kommunen und Kommunalverbände gibt. Da fünf der 20 italienischen Regionen autonom sind, haben deren Volksvertretungen mehr Rechte als die Regionalräte der übrigen Regionen. In der autonomen Region Sizilien wird die regionale Volksvertretung „Regionalversammlung“ (Assemblea Regionale Siciliana) genannt, in der Emilia-Romagna Assemblea legislativa. In der autonomen Region Trentino-Südtirol wird der Regionalrat nicht direkt vom Volk gewählt; er wird von den Mitgliedern des Trentiner Landtages und des Südtiroler Landtags gebildet.

## Geschichte
Das Königreich Italien war insbesondere während des Faschismus ein zentralisierter Einheitsstaat, in dem Provinzen die oberste Verwaltungseinheit bildeten. Bereits 1943 traten in den heute autonomen italienischen Regionen Sezessionsbestrebungen zutage, denen noch das Königreich Italien ab 1944 mit Autonomierechten entgegenwirkte.
Am 27. Januar und am 18. März 1944 wurden auf Sardinien und Sizilien Hochkommissariate eingerichtet, die Anfang 1945 jeweils eine Consulta regionale einrichteten. Dabei handelte es sich um Organe, deren Mitglieder auf Vorschlag des jeweiligen Hochkommissars vom italienischen Ministerpräsidenten ernannt wurden. Die Mitglieder, 18 in Sardinien, 36 auf Sizilien, waren Persönlichkeiten aus antifaschistischen Bewegungen, Juristen, Historiker sowie Arbeitgeber- und Arbeitnehmervertreter. Unter dem Vorsitz des jeweiligen Hochkommissars arbeiteten sie Entwürfe für ein Regionalstatut, eine regionale Verfassung aus. Nach der Annahme durch die Consulta nazionale in Rom wurde die Verfassung Siziliens am 15. Mai 1946 von Umberto II., dem letzten König von Italien, promulgiert. Die erste Regionalversammlung Siziliens wurde am 20. April 1947 gewählt. Die Regionalverfassung Sardiniens wurde zunächst nach dem Vorbild Siziliens ausgearbeitet, trat aber nach Verzögerungen und Änderungen erst 1948 in Kraft; der dortige Regionalrat wurde erst am 8. Mai 1949 gewählt.
Die Sizilianische Regionalversammlung steht in der Nachfolge des 1097 erstmals einberufenen Sizilianischen Parlaments, der Regionalrat Sardiniens in der Tradition der Stamenti.
Nach dem Zweiten Weltkrieg wurde der Verbleib Südtirols innerhalb des italienischen Staates von den Siegermächten nicht bestritten; die deutsch- und ladinischsprachige Bevölkerung dieses Gebietes sollte jedoch mit besonderen Sonderrechten zum Schutz ihrer Sprache und kulturellen Eigenart ausgestattet werden. Diesbezüglich wurde zwischen dem italienischen Regierungschef De Gasperi und dem österreichischen Außenminister Gruber das Pariser Abkommen unterzeichnet, zum Schutze und zur Gleichberechtigung der deutschen Sprachgruppe. Als 1948 das Erste Autonomiestatut in Kraft trat, wurden weitgehende Autonomierechte nicht an Südtirol, sondern an die neugeschaffene Region Trentino-Tiroler Etschland und den dortigen Regionalrat abgetreten. Dadurch sollte die Autonomie auch De Gasperis Landsleuten im Trentino zugutekommen; tatsächlich aber wurde die Selbstverwaltung Südtirols unmöglich gemacht, weil in der neuen Region die italienische Sprachgruppe die Mehrheit bildete und alle wichtigen Entscheidungen, auch Südtirol betreffend, in Trient getroffen wurden. Mit dem Zweiten Autonomiestatut, das 1972 in Kraft trat, wurden die Kompetenzen der Region Trentino-Südtirol weitgehend an die beiden nunmehr autonomen Provinzen Trentino und Südtirol abgegeben. Eigentümlich blieb die Regelung, nach der der Regionalrat von Trentino-Südtirol direkt gewählt wurde, die entsprechenden Mitglieder des Regionalrates damit aber zugleich in ihren beiden Provinzen den jeweiligen, somit nicht direkt gewählten Provinzrat oder Landtag bildeten. Im Jahr 2001 wurde diese Regelung durch eine Verfassungsreform umgekehrt; damit bilden die jeweils 35 direkt gewählten Mitglieder der Landtage des Trentino und Südtirols den nicht mehr direkt gewählten Regionalrat von Trentino-Südtirol.
Der heute autonomen Region Aostatal räumte das spätere italienische Königshaus Savoyen bereits im Jahr 1032 unter Humbert I. Autonomierechte ein, die Charte des franchises von 1191 bildete die Grundlage für verschiedene Mitbestimmungsrechte des dortigen Volks. Im Zeitalter des Absolutismus wurden diese Autonomierechte zusehends beschnitten. Der Faschismus mit seinen Italianisierungsbestrebungen führte auch im Aostatal zu Forderungen nach Autonomie. Nach sizilianischem Vorbild wurde Anfang 1946 auch im Aostatal eine Consulta regionale eingerichtet, die ein Regionalstatut erarbeitete. Die ersten Wahlen zum Regionalrat fanden am 24. April 1949 statt. Der Regionalrat des Aostatals wird auch Conseil de la Vallée genannt.
Die Region Friaul-Julisch Venetien wurde 1963 gebildet und mit Autonomierechten ausgestattet, insbesondere zum Schutz der slowenischen Minderheit, aber auch wegen der furlanischen Bevölkerungsgruppe und zur Förderung eines wirtschaftlichen Gebietes, das damals an der Grenze zum Eisernen Vorhang lag. Der Regionalrat und die Regionalregierung wurden in Triest angesiedelt, der ehemaligen Hauptstadt von Julisch Venetien, was im Friaul und insbesondere in Udine für Unmut sorgte.
Die Regionalräte der 15 italienischen Regionen mit Normalstatut wurden erstmals im Jahr 1970 gewählt, 22 Jahre nach Inkrafttreten der italienischen Verfassung, die die Regionalisierung Italiens festschreibt.

## Liste
Autonome Regionen sind mit einem Stern markiert
| Region                   | Regionalparlament (Weblink)                                         | Sitz                                      | Erste Sitzung | Sitze |  |
| ------------------------ | ------------------------------------------------------------------- | ----------------------------------------- | ------------- | ----- |  |
| Abruzzen                 | Consiglio Regionale dell’Abruzzo consiglio.regione.abruzzo.it       | L’Aquila                                  | 1970          | 30    |  |
| Aostatal*                | Consiglio Regionale – Conseil de la Vallée consiglio.regione.vda.it | Aosta                                     | 1949          | 35    |  |
| Apulien                  | Consiglio Regionale della Puglia consiglio.puglia.it                | Bari                                      | 1970          | 51    |  |
| Basilikata               | Consiglio Regionale della Basilicata consiglio.basilicata.it        | Potenza                                   | 1970          | 21    |  |
| Emilia-Romagna           | Assemblea Legislativa assemblea.emr.it                              | Bologna                                   | 1970          | 50    |  |
| Friaul-Julisch Venetien* | Consiglio Regionale del FVG consiglio.regione.fvg.it                | Triest                                    | 1963          | 49    |  |
| Kalabrien                | Consiglio Regionale della Calabria consiglioregionale.calabria.it   | Reggio Calabria, Palazzo Campanella       | 1970          | 31    |  |
| Kampanien                | Consiglio Regionale della Campania consiglio.regione.campania.it    | Neapel, Torre Consiglio Regionale         | 1970          | 51    |  |
| Latium                   | Consiglio Regionale del Lazio consiglio.regione.lazio.it            | Rom                                       | 1970          | 51    |  |
| Ligurien                 | Consiglio Regionale della Liguria regione.liguria.it                | Genua                                     | 1970          | 31    |  |
| Lombardei                | Consiglio Regionale della Lombardia consiglio.regione.lombardia.it  | Mailand, Pirelli-Hochhaus                 | 1970          | 80    |  |
| Marken                   | Consiglio Regionale delle Marche consiglio.marche.it                | Ancona, Palazzo delle Marche              | 1970          | 31    |  |
| Molise                   | Consiglio Regionale del Molise consiglio.regione.molise.it          | Campobasso                                | 1970          | 21    |  |
| Piemont                  | Consiglio Regionale del Piemonte cr.piemonte.it                     | Turin, Palazzo Lascaris                   | 1970          | 51    |  |
| Sardinien*               | Consiglio Regionale della Sardegna consregsardegna.it               | Cagliari, Palazzo del Consiglio regionale | 1949          | 60    |  |
| Sizilien*                | Assemblea Regionale Siciliana ars.sicilia.it                        | Palermo, Palazzo dei Normanni             | 1947          | 70    |  |
| Toskana                  | Consiglio Regionale della Toscana consiglio.regione.toscana.it      | Florenz                                   | 1970          | 41    |  |
| Trentino-Südtirol*       | Regionalrat Trentino-Südtirol regionalrat.tnst.it                   | Trient, Bozen                             | 1948          | 70    |  |
| Umbrien                  | Consiglio Regionale dell’Umbria consiglio.regione.umbria.it         | Perugia                                   | 1970          | 21    |  |
| Venetien                 | Consiglio Regionale del Veneto consiglioveneto.it                   | Venedig, Palazzo Ferro Fini               | 1970          | 61    |  |

## Kompetenzen
Bis zu einer Verfassungsreform im Jahr 2001 beschränkten sich die Kompetenzen der Regionen mit Normalstatut auf in der italienischen Verfassung aufgelistete Sachgebiete, die nur auf der Grundlage eines Staatsgesetzes ausgeübt werden konnten. Seit 2001 steht den italienischen Regionen bzw. den autonomen Provinzen die Gesetzgebungsbefugnis in allen Sachgebieten zu, die nicht ausdrücklich dem italienischen Parlament vorbehalten sind. Weitere Bereiche, die der ausschließlichen Gesetzgebungsbefugnis der Regionen bzw. autonomen Provinzen zugeordnet sind, sind in den Sonderstatuten der autonomen Regionen vorgesehen.
Bis zum Jahr 1999 wurden die Regionalregierungen von den Regionalparlamenten gewählt und konnten mit einfachem Misstrauensvotum ohne Konsequenzen für das jeweilige Regionalparlament jederzeit gestürzt werden. Diese Regelung führte wie auf nationaler Ebene zu häufigen Regierungswechseln. 1999 wurde es durch eine Änderung der italienischen Verfassung möglich, die Präsidenten der italienischen Regionen nicht mehr von den Regionalparlamenten wählen zu lassen, sondern direkt vom Volk. Von dieser Option machten bis auf das Aostatal (Wahl durch Regionalrat) und Trentino-Südtirol (Rotation der Landeshauptleute) alle Regionen Gebrauch. Spricht das Regionalparlament dem direkt vom Volk gewählten Präsidenten der Region das Misstrauen aus und zwingt ihn zum Rücktritt, so bedeutet dies nunmehr automatisch die Selbstauflösung des Regionalparlaments und Neuwahlen.

## Wahl
Die Regionalräte werden in allgemeinen, gleichen, geheimen und persönlichen Wahlen gewählt. Der Wahlmodus hängt im Einzelnen von der jeweiligen Region ab. Die regionalen Wahlgesetze sehen jedoch im Wesentlichen ein Verhältniswahlsystem vor.
Von 1947 bis 1995 wurden die Regionalparlamente auf der Grundlage eines reinen Verhältniswahlsystems gewählt, was meist zu unklaren Mehrheitsverhältnissen und instabilen Regionalregierungen führte. 1995 trat für die Regionen mit Normalstatut ein neues Wahlrecht in Kraft. Es sah vor, dass vier Fünftel der Sitze im Regionalrat gemäß der Stimmenstärke der Parteien vergeben wurden. Das Gesetz sah auch eine Sperrklausel von drei Prozent vor, die allerdings entfiel, wenn eine Partei unterhalb der Drei-Prozent-Hürde mit einer Partei, die mehr als fünf Prozent der Stimmen erreichen konnte, eine Koalition gebildet hatte. Das restliche Fünftel der Sitze wurde der Siegerkoalition zugesprochen, um stabile Regierungsmehrheiten zu garantieren. Nach 2001 wurden die Grundsätze dieses Wahlsystems meist beibehalten. Die regionalen Wahlgesetze und die Direktwahl der Regionalregierung gewährleisten seither auf der regionalen Ebene ausgesprochen stabile Verhältnisse.
Die Legislaturperiode dauert, von vorgezogenen Neuwahlen abgesehen, fünf Jahre. Die Wahlen der Regionalräte in den Regionen mit Normalstatut erfolgen in der Regel an einheitlichen Wahlterminen (auch election day genannt).

## Organe
Einem Regionalparlament steht ein Präsident vor, der jeweils am Beginn einer Legislaturperiode gewählt wird. Das Präsidium eines Regionalparlaments besteht aus dem Präsidenten, Vizepräsidenten, für Verwaltung und Ordnung zuständigen Regionalräten sowie aus Sekretären. An der Spitze der Verwaltung steht meist ein vom Präsidium ernannter Generalsekretär.
Die parlamentarische Arbeit erfolgt im Plenum, in ständigen und bei Bedarf auch in besonderen (Untersuchungs-)Ausschüssen. In der Regel gibt es auch Kommissionen, die meist für die Geschäftsordnung, die Prüfung der Rechtmäßigkeit der Regionalwahlen sowie für andere Sonderaufgaben zuständig sind.
Zur Bildung einer Fraktion ist manchmal eine Mindestzahl von Regionalräten erforderlich; kommt die entsprechende Fraktionsbildung nicht zustande, steht der Weg in eine sogenannte „gemischte Fraktion“ offen. Die Konferenz der Fraktionsvorsitzenden bestimmt unter der Leitung des Präsidenten des Regionalparlaments insbesondere die Tagesordnung und den Sitzungskalender.